# بزرگراه میان‌ایالتی ۲۶
میان‌ایالتی ۲۶ (به انگلیسی: Interstate 26) مشهور به I-26، نام یک بزرگراه اسماً شرق به غرب ولی در واقع جنوب به شمال در در آمریکا است.
این بزرگراه از ۳ ایالت عبور می‌کند و ۵۶۲ کیلومتر طول دارد.